# Jahrbuch des Deutschen Adels
Le Jahrbuch des deutschen Adels (annuaire de la noblesse allemande) est publié en trois volumes en 1896, 1898 et 1899 par la maison d'édition WT Bruer à Berlin. L'association de la noblesse allemande créé ainsi un registre aristocratique allemand pour les genres qui ne sont pas encore représentés avec leurs propres départements dans les livres de poche généalogiques de Gotha. Plus de 280 généalogies de familles de noblesse allemandes (et les familles de noblesse par correspondance légitimées à partir d'elles) avec des introductions historiques sont apparues dans les trois volumes.

## Contenu
En général, à la fin du XVIIIe siècle, seule la lignée familiale est présentée, puis la famille complète jusqu'à la date de publication. Un grand accent est mis sur la documentation actuelle de l'état civil aristocratique; c'est ainsi que les régiments sont nommés pour les officiers et le lieu de résidence des nobles vivants. Le principal rédacteur en chef du matériel des trois volumes est le généalogiste Marcelli Janecki (1855-1899).
Les annuaires donnent des informations précises et correctes sur la dénomination, l'origine, l'acquisition de la noblesse, sur les fidéicommis et les propriétés familiales, les charges héréditaires et les dignités de chaque famille noble. Les armoiries de chaque famille sont décrites en détail. Chaque article est introduit par un bref aperçu de l'histoire de la famille concernée, et au moins les généalogies des trois ou quatre dernières générations sont données.
L'équipe éditoriale a également l'intention de publier un quatrième volume, dans lequel - comme l'intention des Gothaischen Genealogischen Taschenbücher - la continuation actuelle des familles déjà publiées doit être gérée. Cependant, il n'apparait pas car la maison d'édition Bruer a vendu ses droits à la maison d'édition Justus Perthes à Gotha, qui publie également en 1900 un livre de poche généalogique des maisons nobles (sans titre) pour la première fois.
Dans le XXe siècle, il est publié en 1996/1997 par Christoph Schmidt, maison d'édition de reproductions d'art, qui est distribuée par la maison d'édition généalogique Degener.